# Glenys Bauer
Glenys Williams, coniugata Bauer (Adelaide, 1º settembre 1946), è un'ex cestista australiana.

## Carriera
Con l'Australia ha disputato i Campionati mondiali del 1971.